# کالوستا (کانزاس)
کالوستا (به انگلیسی: Kalvesta) یک منطقهٔ مسکونی در ایالات متحده آمریکا است که در شهرستان فینی، کانزاس واقع شده‌است. کالوستا ۸۱۲٫۹۱ متر بالاتر از سطح دریا واقع شده‌است.